# 齿异背蟹
齿异背蟹（学名：Trissoplax dentata）为长脚蟹科异背蟹属的动物。分布于暹罗湾以及中国大陆的香港等地，生活环境为海水，多见于水深20-30米的碎贝壳海底。其生存的海拔范围为-30至-20米。